# Oskar Holtzmann
Oskar Holtzmann, auch Oskar Karl Adolf, (* 20. Januar 1859 in Stuttgart; † 10. März 1934 in Gießen) war ein deutscher Theologe und Neutestamentler.

## Leben
Oskar Holtzmann wurde 1859 als Sohn des Physikers Carl Holtzmann geboren.  Er studierte Theologie in Straßburg, Göttingen und Gießen. 1883 wurde er Pfarrvikar in Bickenbach (Bergstraße) und 1884 Seminarlehrer in Alzey. 1886 wurde Holtzmann Lehrer und Mitprediger in Groß-Gerau, bevor er 1888 als Licentiat nach Gießen kam. Dort wurde er Lehrer am Realgymnasium und 1889 auch Privatdozent an der Universität. Holtzmann war verheiratet und sein Sohn war der Darmstadter Bürgermeister und Landtagsabgeordnete Ernst Holtzmann. Er war Mitglied und Alter Herr des 1880 gegründeten Akademisch-theologischen Vereins Gießen. Während seines Studiums in Göttingen wurde er Mitglied der Akademischen Theologischen Verbindung Thuringia.

## Leistungen
Bereits 1890 wurde Holtzmann zum außerordentlichen Professor der Ludoviciana ernannt. Seine Forschungen und Lehrveranstaltungen galten dem Neuen Testament. Daneben blieb er weiterhin Lehrer, später als Oberlehrer und Studienrat am Realgymnasium. Eine ordentliche Professur hat Holtzmann nie erhalten (im Gegensatz zu seinem Cousin, dem Neutestamentler Heinrich Holtzmann). Zeitweise hat er sich beurlauben lassen, um sein umfangreiches Werk an Veröffentlichungen zu vollenden.
Die Universität Straßburg ernannte Holtzmann 1907 zum Ehrendoktor im Fach Theologie.

## Schriften
- Das Ende des jüdischen Staatswesens und der Entstehung des Christenthums, Geschichte des Volkes Israel. Grote, Berlin 1888.
- Neutestamentliche Zeitgeschichte. Mohr, Freiburg i. B. 1895.
- Jesus Christus und das Gemeinschaftsleben der Menschen. Mohr, Tübingen 1903.
- Die jüdische Schriftgelehrsamkeit zur Zeit Jesu. Ricker, Gießen 1901.
- War Jesus Ekstatiker? Eine Untersuchung zum Leben Jesu. Mohr, Tübingen 1903.
- Der christliche Gottesglaube, seine Vorgeschichte und Urgeschichte. Töpelmann, Gießen 1905.
- Neutestamentliche Zeitgeschichte. Mohr, Tübingen 1906.
- Christus. Quelle & Meyer, Leipzig 1907.
- Ein Büchlein vom staatlichen Religionsunterricht insbesondere in Hessen. Töpelmann, Gießen 1908.
- Berakot (Gebete). De Gruyter, Berlin 1912.
- Der Tosephtatraktat Berakot. Töpelmann, Gießen 1912.
- Middot (Von den Maßen des Tempels). De Gruyter, Berlin 1913.
- Christus. 2., völlig umgearb. Aufl. Quelle & Meyer, Leipzig 1914.
- Christus, zum drittenmal, ausgearb. Quelle & Meyer, Leipzig 1922.
- Das neue Testament, [2 Bde]. Töpelmann, Gießen 1926.
- Tamid (Vom täglichen Gemeindeopfer). De Gruyter, Berlin 1928.
- Qinnim (Von den Vogelopfern). De Gruyter, Berlin 1931.